# Lillian Walker
Lillian Walker, nata Lillian Wolke  (New York, 21 aprile 1887 – Trinidad, 10 ottobre 1975), è stata un'attrice statunitense del cinema muto.

## Filmografia
- Love's Awakening (1910)
- A Tale of Two Cities, regia di Charles Kent (o William Humphrey?) (1911)
- The Pink Pajama Girl (1912)
- At the Eleventh Hour, regia di William V. Ranous (1912)
- The Final Justice, regia di Bert Angeles – cortometraggio (1913)
- The White Slave; or, The Octoroon, regia di James Young – cortometraggio (1913)
- One Can't Always Tell, regia di Van Dyke Brooke – cortometraggio (1913)
- The New Stenographer, regia di Wilfred North (1914)
- Lily of the Valley, regia di Wilfrid North (1914)
- Hearts and the Highway, regia di Wilfrid North (1915)
- The Love Whip, regia di Wilfrid North (1915)
- Mrs. Dane's Danger, regia di Wilfrid North (1916)
- The Man Behind the Curtain, regia di Cortland Van Deusen (1916)
- Hesper of the Mountains, regia di Wilfrid North (1916)
- The Kid, regia di Wilfrid North (1916)
- Love's Boomerang, regia di John S. Robertson (1922)
- Pusher-in-the-Face, regia di Robert Florey – cortometraggio (1929)